# Ramón Chirinos
Ramón Chirinos (Cabimas, estado Zulia, Venezuela) es un ingeniero y político venezolano. Militante del partido Un Nuevo Tiempo (UNT), asumió el cargo de alcalde encargado del municipio Cabimas en 2024 tras la detención del alcalde Nabil Maalouf.

## Carrera
Ramón Chirinos ínició su carrera política en la década de 1980 como fundador del partido Acción Democrática (AD) en Cabimas, donde también ejerció como concejal entre 1996 y 2000. Posteriormente, se unió al partido Un Nuevo Tiempo (UNT), donde ocupó diversos cargos de liderazgo. se graduó como ingeniero mecánico en la Universidad del Zulia (LUZ) en 2004. 
Asumió varios cargos de gestión pública durante las administraciones del alcalde Hernán Alemán de Cabimas, y en diciembre de 2021 asumió la posición de director de infraestructura municipal bajo la administración del alcalde Nabil Maalouf.El 17 de diciembre de 2024 fue designado como alcalde encargado del municipio tras la detención de Maalouf, nombramiento que fue aprobado por la mayoría en el Concejo Municipal.